# 北平腹蛛
北平腹蛛（学名：Gnaphosa licenti）为平腹蛛科平腹蛛属的动物。在中国大陆，分布于山西等地。该物种的模式产地在山西。